# Peter Schmid
Peter Schmid (ur. 26 lipca 1898, zm. ?) – szwajcarski narciarz. Brał udział w Zimowych Igrzyskach Olimpijskich 1924, gdzie wystąpił w zawodach w skokach narciarskich na skoczni normalnej (18. miejsce), biegach narciarskich (14. miejsce) oraz kombinacji norweskiej (11. miejsce).